# 2021. у здравству и медицини
Почетак 2021. обележен је пандемијом ковида 19 изазваног коронавирусом SARS-CoV-2, његовом мутацијама и почетком масовних вакцинација. 

## Догађаји

### Пандемија ковида 19
- 14. јануар: У Србији регистровано укупно 368.072 потврђених случајева од почетка епидемије.[1]
- 15. јануар: Светска здравствена организација објавила је статистику да je 2 милиона људи преминуло од последица пандемије ковида 19. [2]
- 26. јануар: Француска прелази сој од 100 милиона потврђених случајева од којих су 2.151.242 смртних случајева.[3]

### Остали догађаји
- 13. јануар: Прва трансплантација обе руке и рамена успешно је извршена у Лиону у Француској. У овој  операцији учествовало је педесет медицинских стручњака. [4]
- 20. фебруар: Русија је саопштила да је открила први случај преношења  вируса птичје грипе „Х5Н8” на људе, додајући да је обавестила Светску здравствену организацију о овом „важном открићу“.[5]